# Budziak

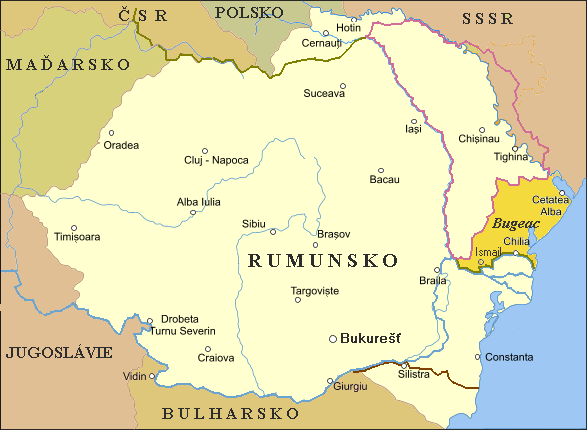
     Budziak na tle Rumunii w granicach w latach 1920-1940.

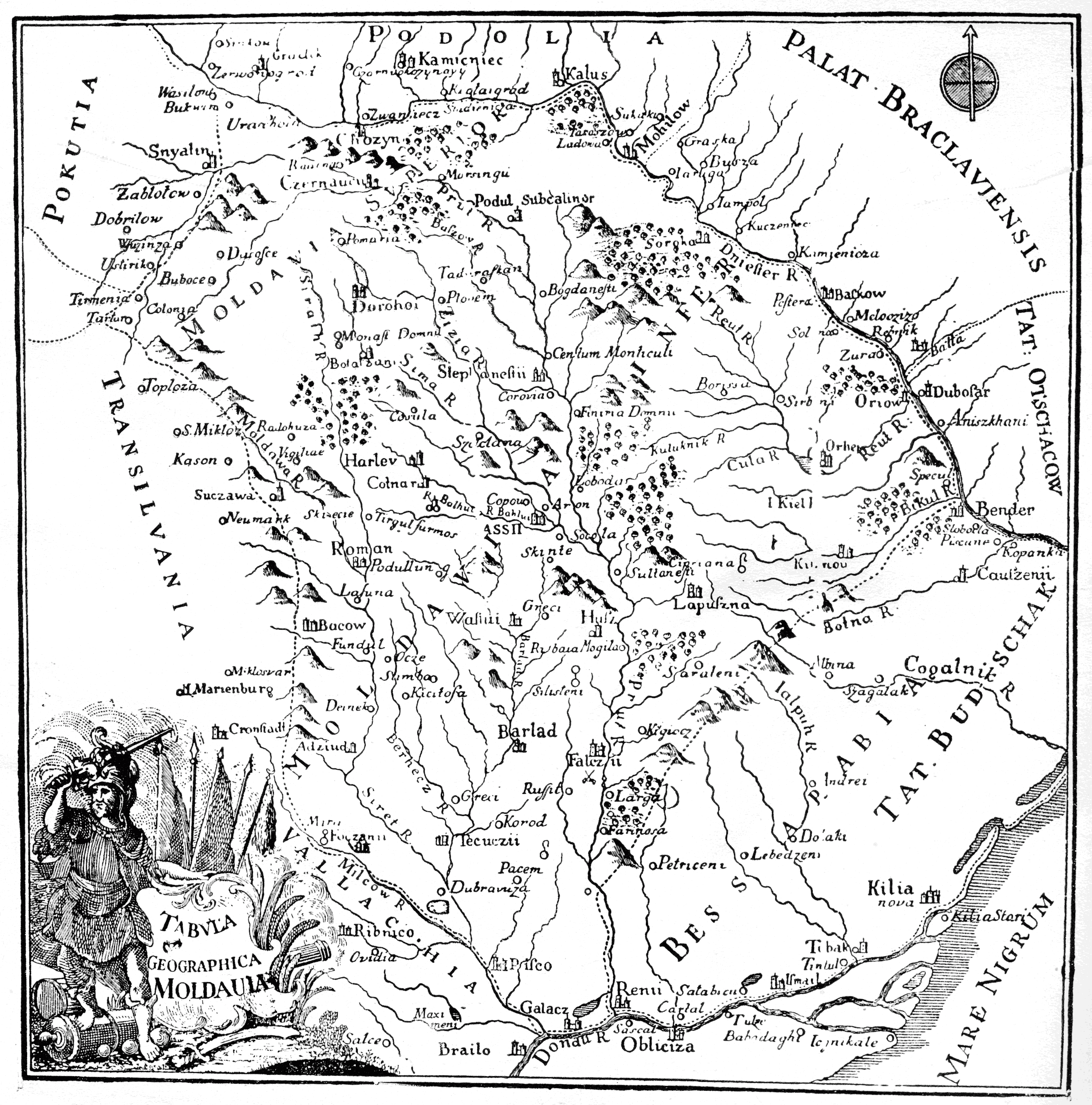
Mołdawia w XVIII wieku na mapie wykonanej przez anonimowego kartografa na podstawie: 1. oryginalnej mapy Dimitriego Kantemira (początek XVIII w.) i 2. mapy Augusta Gotloba Boehma (Nurnberga, 1765). Ukazała się ona w pierwszym niemieckim wydaniu Descriptio Moldaviae (red. Büsching, 1769-1770).
Budziak i Besarabia to obszar pomiędzy dolnymi biegami Prutu i Dniestru, wzdłuż wybrzeża Morza Czarnego.

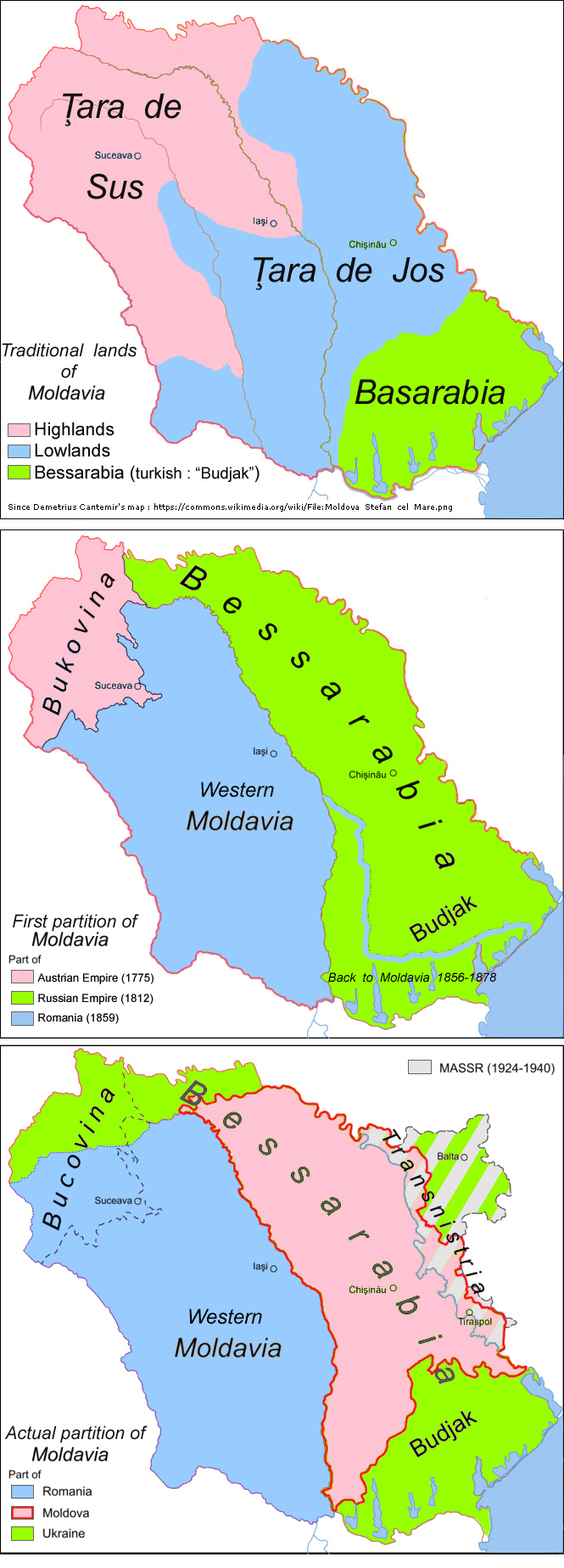
Budziak na przestrzeni wieków

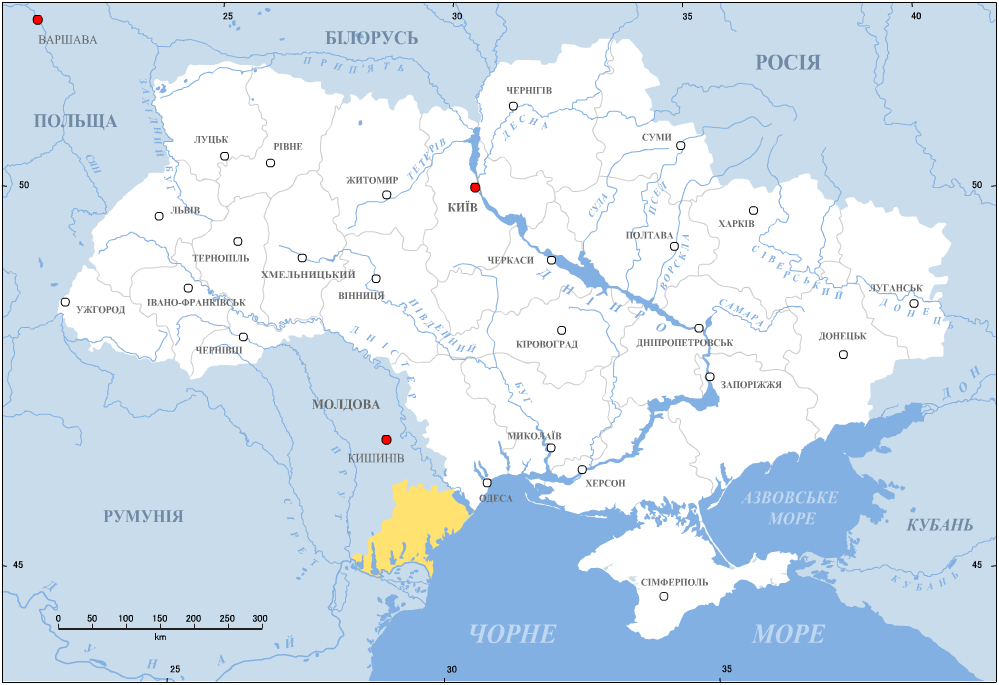
Budziak na tle Ukrainy

Budziak (ukr. Буджак, rum. Bugeac, gag./tur. Bucak, cyr. Буӂак) – kraina historyczna będąca częścią historycznej Mołdawii, obecnie znajdująca się w granicach obwodu odeskiego Ukrainy  oraz południowej Mołdawii. 
Rozciąga się wzdłuż wybrzeża Morza Czarnego (na południowym wschodzie), między Prutem (na zachodzie), Dniestrem (na wschodzie) i dolnym Dunajem (na południu). Ma powierzchnię ok. 12 400 km². Północna granica Budziaku przebiega wzdłuż tzw. „górnego wału Trajana” – w przybliżeniu jest to linia łącząca miasto Leova nad Prutem z ujściem rzeki Botna do Dniestru (poniżej miasta Bendery, pomiędzy miejscowościami Merenești a Chițcani, na obszarze Naddniestrza). Tak więc w granicach Budziaku znajduje się również Terytorium Autonomiczne Gagauzja.
Głównymi miastami krainy są Izmaił, Białogród nad Dniestrem (Akerman, rum. Cetatea Albă), Kilia, Bołgrad, Komrat.
W latach 1538-1812 w granicach Imperium Osmańskiego. W tym okresie Budziak zamieszkiwali głównie członkowie tatarskiej ordy budziackiej (białogrodzkiej), przybyli z okolic Azowa w 1560 roku. Obecnie jest to obszar wieloetniczny z przewagą ludności bułgarskiej oraz gagauskiej. Większość Gagauzów zamieszkuje w północnej części Budziaku (w południowej Mołdawii), podczas gdy przeważająca część Bułgarów znajduje się w południowej (ukraińskiej) części tej krainy.